# Noureddine Bouyahyahoui
Noureddine Bouyahyaoui (7 de janeiro de 1955) é um ex-futebolista profissional marroquino, que atuava como defensor.

## Carreira
Noureddine Bouyahyaoui fez parte do elenco da segunda partição da Seleção Marroquina de Futebol na Copa do Mundo de 1986. 